# RSPO1
RSPO1 (англ. R-spondin 1) – білок, який кодується однойменним геном, розташованим у людей на короткому плечі 1-ї хромосоми. Довжина поліпептидного ланцюга білка становить 263 амінокислот, а молекулярна маса — 28 959.
| 10         |  | 20         |  | 30         |  | 40         |  | 50         |
| ---------- |  | ---------- |  | ---------- |  | ---------- |  | ---------- |
| MRLGLCVVAL |  | VLSWTHLTIS |  | SRGIKGKRQR |  | RISAEGSQAC |  | AKGCELCSEV |
| NGCLKCSPKL |  | FILLERNDIR |  | QVGVCLPSCP |  | PGYFDARNPD |  | MNKCIKCKIE |
| HCEACFSHNF |  | CTKCKEGLYL |  | HKGRCYPACP |  | EGSSAANGTM |  | ECSSPAQCEM |
| SEWSPWGPCS |  | KKQQLCGFRR |  | GSEERTRRVL |  | HAPVGDHAAC |  | SDTKETRRCT |
| VRRVPCPEGQ |  | KRRKGGQGRR |  | ENANRNLARK |  | ESKEAGAGSR |  | RRKGQQQQQQ |
| QGTVGPLTSA |  | GPA        |  |            |  |            |  |            |

A: Аланін

C: Цистеїн

D: Аспарагінова кислота

E: Глутамінова кислота

F: Фенілаланін

G: Гліцин

H: Гістидин

I: Ізолейцин

K: Лізин

L: Лейцин

M: Метіонін

N: Аспарагін

P: Пролін

Q: Глутамін

R: Аргінін

S: Серин

T: Треонін

V: Валін

W: Триптофан

Задіяний у таких біологічних процесах як сигнальний шлях Wnt, альтернативний сплайсинг. 
Білок має сайт для зв'язування з молекулою гепарину. 
Локалізований у ядрі.
Також секретований назовні.